# Каналикио (Катанцаро)
Каналикио је насеље у Италији у округу Катанцаро, региону Калабрија.
Према процени из 2011. у насељу је живело 110 становника. Насеље се налази на надморској висини од 531 м.